# Funció vectorial

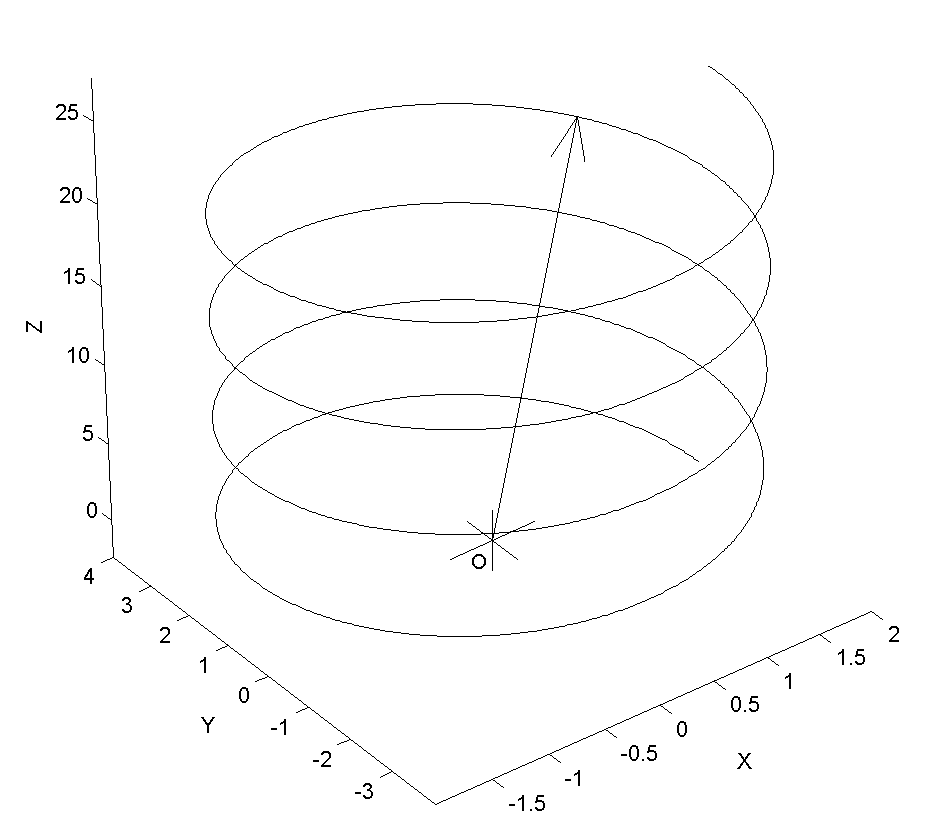
Gràfica de la funció vectorial r(t) = <2 cos t, 4 sin t, t> indicant una gamma de solucions i el vector quan s'avalua a prop de t = 19.5

Una funció vectorial és una funció matemàtica d'una o més variables el recorregut de la qual és un conjunt de vectors pluridimensional. Sovint l'origen d'una funció vectorial és un escalar, però en general l'origen pot ser un vector tant de components complexes com reals.

## Exemple
Un exemple comú d'una funció vectorial és qua depèn d'un paràmetre que és un nombre real t, que sovint representa el temps, i que a cada instant li assigna un vector v(t) com el resultat. Expressat en una base de vectors d'unitat estàndards i, j, k d'un sistema de coordenades cartesianes, aquests tipus específic de funcions vectorials venen donades per expressions com
- {\displaystyle \mathbf {r} (t)=f(t)\mathbf {i} +g(t)\mathbf {j} } o
- {\displaystyle \mathbf {r} (t)=f(t)\mathbf {i} +g(t)\mathbf {j} +h(t)\mathbf {k} }

on f (t), g (t) i h (t) s'anomenen les funcions coordenades del paràmetre t. El vector r(t) va des de l'origen fins a les coordenades avaluades per la funció.
El vector mostrat al gràfic de la dreta és l'avaluació de la funció entorn de t =19.5 (entre 6π i 6.5π; és a dir, una mica més de 3 rotacions). L'espiral és el camí que segueix l'extrem final del vector mentre t augmenta de les zero a fins a 8π.
Les funcions vectorials també es pot den expressar amb la següent notació:
- {\displaystyle \mathbf {r} (t)=\langle f(t),g(t)\rangle } o
- {\displaystyle \mathbf {r} (t)=\langle f(t),g(t),h(t)\rangle }

## Propietats
El domini d'una funció vectorial és la intersecció dels dominis de les funcions f, g, i h.

## Derivada d'una funció vectorial
Moltes funcions vectorials, igual que les funcions escalars, es poden diferenciar simplement càlculant les derivades de les seves funcions coordenades en el sistema de coordenades cartesià. Així, si
{\displaystyle \mathbf {r} (t)=f(t)\mathbf {i} +g(t)\mathbf {j} +h(t)\mathbf {k} }
és una funció vectorial, llavors
{\displaystyle {\frac {d\mathbf {r} (t)}{dt}}=f'(t)\mathbf {i} +g'(t)\mathbf {j} +h'(t)\mathbf {k} .}
El vector derivada admet la interpretació física següent: si r(t) representa la posició d'una partícula, llavors la derivada és la velocitat de la partícula
{\displaystyle \mathbf {v} (t)={\frac {d\mathbf {r} (t)}{dt}}.}
De la mateixa manera, el vector derivada de la funció vectorial velocitat és l'acceleració
{\displaystyle {\frac {d\mathbf {v} (t)}{dt}}=\mathbf {a} (t).}

### Derivada Parcial
La derivada parcial d'una funció vectorial a respecte a una variable escalar q es defineix com.
{\displaystyle {\frac {\partial \mathbf {a} }{\partial q}}=\sum _{i=1}^{3}{\frac {\partial a_{i}}{\partial q}}\mathbf {e} _{i}}
on a i  és el component escalar de a en la direcció de ei. També s'anomena el cosinus director de a i ei  o el seu producte escalar. Els vectors e1,e₂,e₃ formen una base ortonormal en el sistema de referència fix en què s'ha calculat la derivada.

### Derivada ordinària
Si a es considera una funció vectorial d'una única variable escalar, com per exemple el temps t, llavors l'equació de damunt es redueix a la derivada de a respecte de t,
{\displaystyle {\frac {d\mathbf {a} }{dt}}=\sum _{i=1}^{3}{\frac {da_{i}}{dt}}\mathbf {e} _{i}.}

### Derivada total
Si el vector a és una funció d'un nombre n de variables escalars q r  (r= 1... n), i cada q r  és només funció del temps t, llavors la derivada ordinària de a respecte a t es pot expressar, en una forma coneguda com la derivada total, com
{\displaystyle {\frac {d\mathbf {a} }{dt}}=\sum _{r=1}^{n}{\frac {\partial \mathbf {a} }{\partial q_{r}}}{\frac {dq_{r}}{dt}}+{\frac {\partial \mathbf {a} }{\partial t}}.}
Alguns autors prefereixen fer servir D majúscula per indicar l'operador derivada total, com en D /Dt. La derivada total difereix de la derivada parcial temporal en què la derivada total té en compte els canvis en a a causa de la variació de les variables q r .

### Sistemes de referència
Mentre que per a funcions escalars hi ha només un sistema de referència possible, per calcular la derivada d'una funció vectorial cal l'elecció d'un sistema de referència (com a mínim quan no hi ha implícit un sistema de coordenades cartesià fix). Una vegada que s'ha escollit un sistema de referència, la derivada d'una funció vectorial es pot calcular fent servir tècniques similars a les del càlcul de derivades de funcions escalars. Una elecció diferent del sistema de referència produirà, en general, una funció derivada diferent. Les funcions derivades en sistemes de referència diferents tenen una relació cinemàtica específica.

### Derivada d'una funció vectorial en bases mòbils
Les fórmules citades per la derivada d'una funció vectorial depenen de la suposició que els vectors de la base e1,e₂,e₃ són constants, és a dir, fixes en el sistema de referència en què es calcula la derivada de a, i per això e1,e₂,e₃ tenen cada un una derivada d'idènticament zero. Això sovint val per a problemes que tracten amb camps vectorials en un sistema de coordenades fix, o per a problemes simples en física. Tanmateix, molts problemes complexos impliquen la derivada d'una funció vectorial en sistemes de referència mòbils, la qual cosa significa que els vectors de base no seran necessàriament constants. En tal cas on els vectors de la base e1,e₂,e₃ són fixos en el sistema de referència E, però no en el sistema de referència N, la fórmula més general per la derivada d'un vector en el sistema de referència N és
{\displaystyle {\frac {{}^{\mathrm {N} }d\mathbf {a} }{dt}}=\sum _{i=1}^{3}{\frac {da_{i}}{dt}}\mathbf {e} _{i}+\sum _{i=1}^{3}a_{i}{\frac {{}^{\mathrm {N} }d\mathbf {e} _{i}}{dt}}}
on el superíndex N a l'esquerra de l'operador derivada indica l'estructura de referència en la qual es calcula la derivada. Tal com s'ha explicat abans, el primer terme de la dreta és igual a la derivada de a en el sistema de referència on e1,e₂,e₃ són constants, el sistema de referència E. També es pot demostrar que el segon terme de la dreta és igual al producte vectorial de velocitat angular relativa dels dos sistemes de referència pel vector a. Hi ha una demostració a la secció composició de velocitats de l'articlevelocitat. Així, després de substituir, la fórmula que relaciona la derivada d'una funció vectorial en dos sistemes de referència és
{\displaystyle {\frac {{}^{\mathrm {N} }d\mathbf {a} }{dt}}={\frac {{}^{\mathrm {E} }d\mathbf {a} }{dt}}+{}^{\mathrm {N} }\mathbf {\omega } ^{\mathrm {E} }\times \mathbf {a} }
on Nω; E és la velocitat angular de l'estructura de referència E relativa a l'estructura de referència N.
Un exemple comú on es fa servir aquesta fórmula és trobar la velocitat d'un objecte a l'espai, com un coet, en un sistema de referència inercial fent servir mesures de la velocitat relativa del coet respecte del terra. La velocitat NvR en el sistema de referència d'inercial N d'un coet R situat a la posició rR es pot trobar fent servir la fórmula
{\displaystyle {\frac {{}^{\mathrm {N} }d}{dt}}(\mathbf {r} ^{\mathrm {R} })={\frac {{}^{\mathrm {E} }d}{dt}}(\mathbf {r} ^{\mathrm {R} })+{}^{\mathrm {N} }\mathbf {\omega } ^{\mathrm {E} }\times \mathbf {r} ^{\mathrm {R} }.}
on Nω E és la velocitat angular de la Terra relativa al sistema de referència inercial N., ja que la velocitat és la derivada de la posició, NvR i EvR són les derivades de rR en el sistema de referència N i E, respectivament. Substituint
{\displaystyle {}^{\mathrm {N} }\mathbf {v} ^{\mathrm {R} }={}^{\mathrm {E} }\mathbf {v} ^{\mathrm {R} }+{}^{\mathrm {N} }\mathbf {\omega } ^{\mathrm {E} }\times \mathbf {r} ^{\mathrm {R} }}
on EvR és el vector velocitat del coet mesurat des d'un sistema de referència E que és fix a la Terra.

### Derivada i producte vectorial
La derivada dels productes de funcions vectorials es comporta de forma similar a la derivada dels productes de funcions escalars. Específicament, en cas de producte per un escalar d'un vector, si p és una funció escalar de q,
{\displaystyle {\frac {\partial }{\partial q}}(p\mathbf {a} )={\frac {\partial p}{\partial q}}\mathbf {a} +p{\frac {\partial \mathbf {a} }{\partial q}}.}
En cas de Producte escalar, de dos vectors a i b que són les dues funcions de q,
{\displaystyle {\frac {\partial }{\partial q}}(\mathbf {a} \cdot \mathbf {b} )={\frac {\partial \mathbf {a} }{\partial q}}\cdot \mathbf {b} +\mathbf {a} \cdot {\frac {\partial \mathbf {b} }{\partial q}}.}
De manera similar, la derivada del Producte vectorial| de dues funcions vectorials és
{\displaystyle {\frac {\partial }{\partial q}}(\mathbf {a} \times \mathbf {b} )={\frac {\partial \mathbf {a} }{\partial q}}\times \mathbf {b} +\mathbf {a} \times {\frac {\partial \mathbf {b} }{\partial q}}.}